# Гахокидзе, Георгий Нугзарович
Гео́ргий Нугза́рович Гахоки́дзе (груз. გიორგი ნუგზარის ძე გახოკიძე; 5 ноября 1975, Тбилиси, Грузинская ССР, СССР) — грузинский футболист, футбольный агент.

## Карьера
Начинал играть в «Металлурге» из Рустави. Был замечен селекционерами «Динамо» из Тбилиси и приглашён на сезон. За основу так и не сыграл и по окончании сезона ушёл в «Колхети-1913».
В 1997 уехал в Россию, желая совершенствоваться и сделать успешную карьеру. 2 сезона выступал за «Аланию».
В середине 1998 куплен нидерландским ПСВ, однако в команде так и не заиграл. Сезон 1999/2000 провёл в аренде в «Маккаби» из города Хайфа. По возвращении в Нидерланды по-прежнему оставался вне основы и только сезон 2001/02 в составе ПСВ был для него успешен.
Желая получать больше игрового времени, перешёл в «Твенте». В 2004 ожидался его переход в самарские «Крылья Советов», но переговорщикам не удалось согласовать ряд «технических деталей». В итоге, Гахокидзе уехал на Украину, где недолго выступал за «Металлург» из Донецка.
В 2005 Гахокидзе вновь был в составе «Твенте», но из-за хронической травмы (мышечные боли в ногах) за 2 года провёл всего 19 игр в чемпионате Нидерландов. 29 декабря 2006 разорвал контракт и завершил профессиональную карьеру.

## После карьеры
По состоянию на 2009 год — футбольный агент, вёл дела Левана Кобиашвили.

## Достижения
- Серебряный призёр чемпионата Нидерландов 2002
- Серебряный призёр чемпионата Израиля 1999/00
- Серебряный призёр чемпионата Грузии 1997